# Рыжиков, Анатолий Васильевич

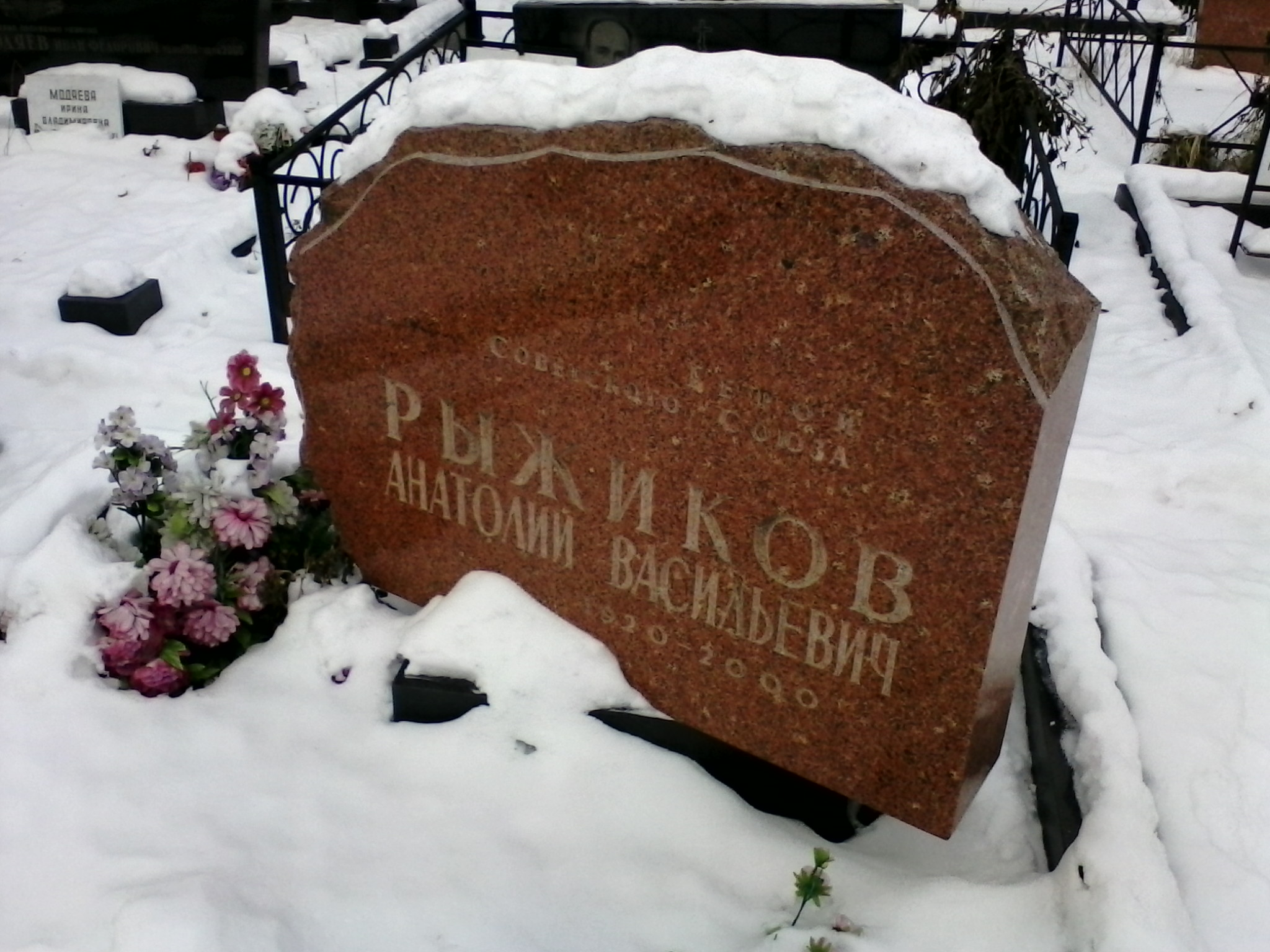
Могила Рыжикова на Троекуровском кладбище Москвы.

Анатолий Васильевич Рыжиков (1920—2000) — полковник пограничных войск КГБ СССР, участник Великой Отечественной войны, Герой Советского Союза (1941).

## Биография
Родился 18 февраля 1920 года в деревне Исаево (ныне — Родниковский район Ивановской области). До войны проживал в Иваново, где окончил девять классов школы. Также окончил Ивановскую областную спортивную школу со званием инструктор по гимнастике.
В 1937 году Рыжиков был призван на службу в пограничные войска НКВД СССР. В 1939 году окончил Московское военно-техническое училище войск НКВД СССР.
С первого дня Великой Отечественной войны — на её фронтах, был начальником связи Бужорской комендатуры Каларашского погранотряда Молдавского погранокруга. С самых первых часов войны Рыжиков принял активное участие в боях, лично уничтожив 3 пулемёта и несколько вражеских солдат. Сам устранял повреждения на телефонной линии, благодаря чему поддерживалась связь между погранзаставами. Пограничникам удалось продержаться до 2 июля 1941 года, после чего они отступили.
Указом Президиума Верховного Совета СССР «О присвоении звания Героя Советского Союза начальствующему и рядовому составу войск НКВД СССР» от 26 августа 1941 года за «образцовое выполнение боевых заданий командования на фронте борьбы с германским фашизмом и проявленные при этом отвагу и геройство» удостоен звания Героя Советского Союза с вручением ордена Ленина и медали «Золотая Звезда» за номером 519.
В 1946 году Рыжиков окончил Военную академию имени М. В. Фрунзе, после чего преподавал в Военном институте имени Ф. Э. Дзержинского, в Высшей школе КГБ СССР, на Высших пограничных командных курсах. В октябре 1988 года в звании полковника Рыжиков вышел в отставку.
Проживал в Москве. Скончался 19 мая 2000 года, похоронен на Троекуровском кладбище Москвы.
Был также награждён орденами Отечественной войны 1-й и 2-й степеней, Красной Звезды, «За службу Родине в Вооруженных Силах СССР» 3-й степени, рядом медалей.
Мемориальная доска в память о Рыжикове установлена Российским военно-историческим обществом на школе № 39 города Иваново, где он учился.
Решением № 558 от 16.05.2018 года Ивановской городской Думы присвоен статус «улица» и наименование «улица Пограничника Рыжикова» автомобильной дороге Местечко Минеево — поселок Дальний, соединяющей улицу Минскую и улицу Фрунзе г. Иваново.